# Аджмиригандж
Аджмирига́ндж (бенг. আজমিরিগঞ্জ, англ. Ajmiriganj) — город на востоке Бангладеш, административный центр одноимённого подокруга. Площадь города равна 5,73 км². По данным переписи 2001 года, в городе проживало 13 829 человек, из которых мужчины составляли 52,85 %, женщины — соответственно 47,15 %. Уровень грамотности взрослого населения составлял 22,4 % (при среднем по Бангладеш показателе 43,1 %).